# 施韋恩巴爾特山

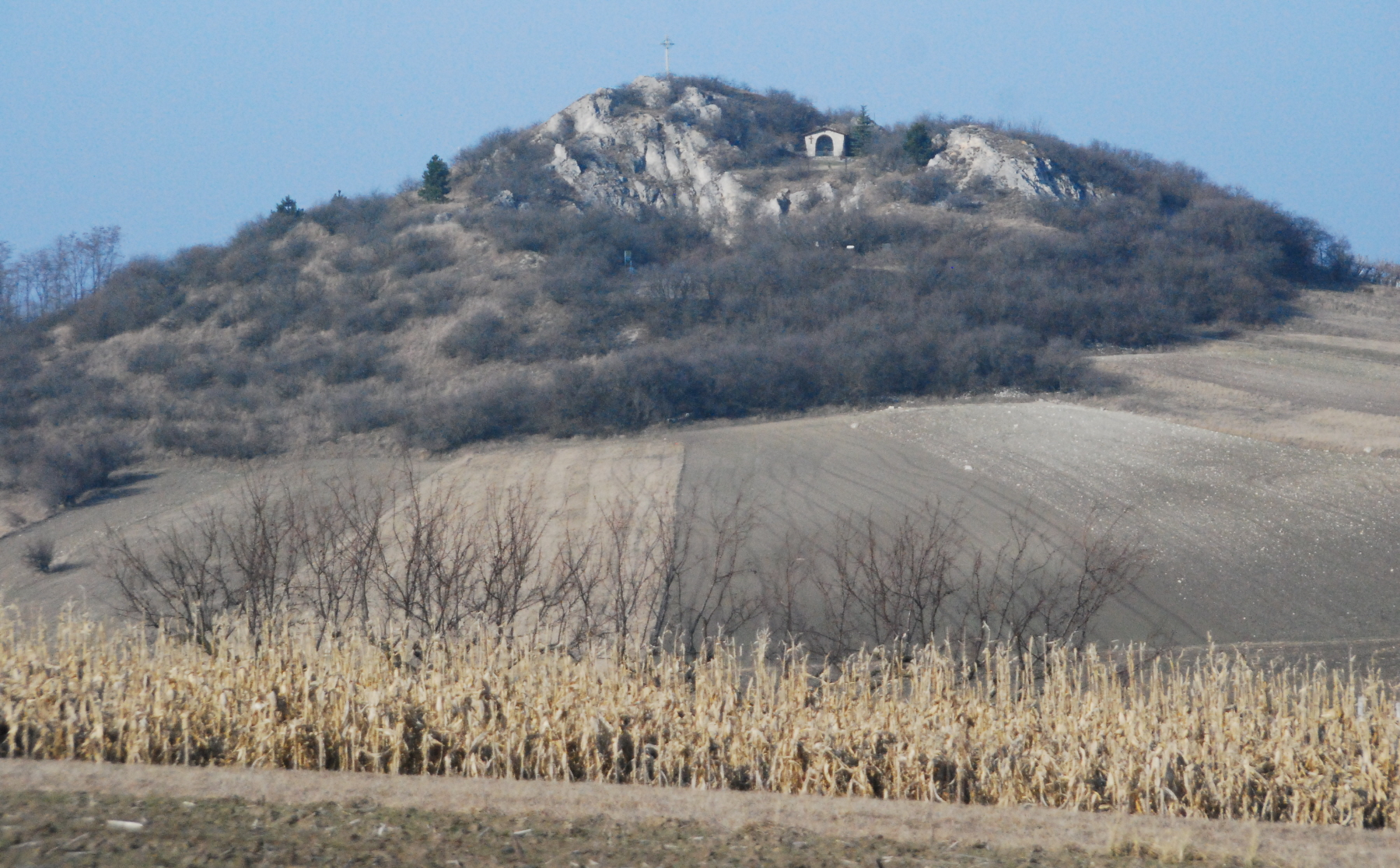

48°45′45″N 16°36′49″E / 48.76260°N 16.61363°E
施韋恩巴爾特山（德語：Schweinbarther Berg），是奧地利的山峰，位於該國東北部，由下奧地利州負責管轄，距離首都維也納60公里，海拔高度337米，每年平均降雨量813毫米。